# AutoDock
AutoDockは、分子モデリングシミュレーションソフトウェアの一つであり、タンパク質–リガンドドッキングに利用される。2009年からオープンソース化され、非商業的利用に関しては無料である。
ここでは、AutoDockおよび改良版であるAutoDock Vinaの2つを中心に、サードパーティー製を含めたいくつかの派生版ソフトウェアについても取り扱う。
AutoDock4はGNU General Public License、AutoDock VinaはApache Licenseの下で利用可能である。

## 解説
AutoDockは研究分野において最も多く引用されたドッキングソフトの一つである。AutoDockはWorld Community Gridによって運営されているFightAIDS@HomeとOpenPandemics - COVID-19プロジェクトの基礎となっており、HIV/AIDSとCOVID-19に対する抗ウイルス剤を検索するためのものである。2007年2月のISI Citation Indexでは、1100以上の論文がAutoDockの主要な論文を引用している。2009年では、1200を上回っている。
AutoDock VinaはAutoDockの後継であり、精度と性能が大幅に改善されている。また、2021年にリリースされたバージョン1.2系では、OS XおよびLinux系ディストリビューションにおいてPython環境での使用が可能になった（後述の#改良版も参照）。
AutoDockとVinaは、現在スクリプス研究所、特にオルソン博士が率いる計算構造生物学センター (Center for Computational Structural Biology (CCSB)) によってメンテナンスされている。
AutoDockは広く使用されており、メルク・アンド・カンパニー社が初めて臨床承認を取得したHIV-1インテグラーゼ阻害剤の開発においてその役割を果たした。

## プログラム
AutoDockは2つの主要なプログラムによって構成されている。
- AutoDock - 標的タンパク質を表現するグリッドのセットに対してリガンドをドッキングする
- AutoGrid - これらのグリッドを前もって計算する

AutoDockはHIVインテグラーゼ阻害剤を含むいくつかの医薬品の開発に貢献している。

## プラットフォームサポート
AutoDockは、Linux、Mac OS X、SGI IRIX、Microsoft Windows上で動作する。Debian、Fedora、Arch Linuxなど、いくつかのLinuxディストリビューションでパッケージとして提供されている。
Microsoft Windows上でネイティブ64ビットモードでアプリケーションをコンパイルすることで、より高速な浮動小数点演算が可能になっている。

## 改良版

### AutoDock for GPUs
OpenCLとCUDAを使用して改良された計算ルーチンがAutoDockスクリプス研究チームによって開発された。その結果、CPU上のオリジナルのシリアルAutoDock 4.2 (Solis-Wets) と比較して、最大4倍 (クアッドコアCPU) と56倍 (GPU) の高速化が測定された。
CUDA版は、スクリプス研究チームとNvidiaの共同研究で開発され、現在はOpenCL版よりも高速である。

### AutoDock Vina
AutoDockには改良バージョンであるAutoDock Vinaがあり、ローカル検索ルーティンが改善され、マルチコア/マルチCPUコンピュータを使用することができる。
AutoDockと異なり、Vinaではリガンド分子の結合範囲をGrid Boxと呼ばれる箱として設定する（Box中心座標および3辺の長さをパラメーターとして指定する）。AutoGridを用いたグリッドマップ計算はソフトウェアが自動で行う。これにより、操作の簡便化がなされた。
AutoDock Vinaは、64ビットLinuxオペレーティングシステムの下で、このソフトウェアを使用したいくつかのWorld Community Gridプロジェクトにおいて、かなり高速に動作することが知られている。
2021年7月には、バージョン1.2.0がリリースされた。それまでの最新バージョンであった1.1.2との主な違いとして以下のようなものがある。
- 陽溶媒としての水分子を考慮したドッキングの実装

- バッチモードがデフォルトで実装され、バーチャルスクリーニングのように多数のリガンドを用いたドッキングシミュレーションが容易になった
- AutoDock4.2のスコアリング関数を選択できる（AutoGridで生成したグリッドマップのファイルを指定する必要があるため、Grid Boxを用いたVinaのドッキングシミュレーションにおいてこのスコアリング関数は使えない。AutoDock4のドッキングシミュレーションを、Vinaのインターフェースで実行可能という事である。）
- （LinuxおよびOS Xのみ）Python上での実行が可能になった。

### AutoDockFR (ADFR) およびADFR software suite
AutoDock4およびVinaでは、従来よりレセプタータンパク質のフレキシビリティ（誘導適合）を考慮したドッキングシミュレーション（誘導適合ドッキング）が可能であった。また、レセプターとリガンドが共有結合を組むようなタンパク質-リガンド複合体をシミュレーションする「共有結合ドッキング」について、AutoDock4で行う手法も考案されていた。
AutoDockFR (ADFR) は、AutoDockを改良し誘導適合ドッキングに特化させたソフトウェアである。また、（手順が一部共通している為）共有結合ドッキングにも対応している。
2022年8月23日時点で、ADFRは関連ツール群がセットになったADFR software suiteとして導入が可能である。対応プラットフォームは、Windows、 LinuxおよびOS X。

### サードパーティーの改良版とツール
AutoDockはオープンソースプロジェクトとして、次のようなサードパーティ製の改良版をいくつか取得している：
- AutoDock Vina (smina) によるスコアリングと最小化は、AutoDock Vinaのフォークであり、スコアリング関数の開発とエネルギー最小化のサポートが強化されている[28]。
- Off-Target Pipelineにより、より大きなプロジェクト内でのAutoDockの統合が可能になった[29]。
- Consensus Scoring ToolKitは、複数のスコアリング関数を使用したAutoDock Vinaポーズの再スコアリングと、コンセンサス・スコアリング方程式のキャリブレーションを提供する[30]。
- VSLABは、VMDから直接 AutoDock を使用することができるようにするVMDプラグインである[31]。このプログラムによって非常に容易にタンパク質-リガンドドッキングを行うことができる。
- PyRxはAutoDockでバーチャルスクリーニングを実行するためのすばらしいGUIを提供する。PyRxにはドッキングウィザードが含まれており、これを使ってクラウドやHPCクラスタでAutoDock Vinaを実行できる[32]。
- POAPは、シェルスクリプトベースのツールで、リガンドの準備からドッキング後の解析まで、AutoDockによる仮想スクリーニングを自動化する[33]。
- VirtualFlowでは、AutoDock Vinaベースのドッキングプログラムを使用して、コンピュータークラスターやクラウド上で超大規模なバーチャルスクリーニングを実行し、数十億種類の化合物を日常的にスクリーニングすることができる[34]。

### FPGAアクセラレーション
一般的なプログラマブル・チップをコ・プロセッサとして、特にOMIXON実験製品を使用することで、標準的なIntel Dual Core 2 GHz CPUの10倍速から100倍速の範囲内でスピードアップした。

## 参照項目
- 分子ドッキング
- バーチャル・スクリーニング
- タンパク質-リガンド・ドッキング・ソフトウェアのリスト (英語版)